# اثر درمانی
اثر درمانی به واکنش یا واکنش‌های حاصل‌شده پس از هر نوع درمان یا مداخله درمانی (اعم از دارو، جراحی و…) گفته می‌شود که مفید و مطلوب شناخته می‌شوند. اثر درمانی، نتیجه یا نتایج به‌دست‌آمده پس از اعمال یک مداخله درمانی است که تأثیر مثبت تلقی می‌شود، چه نتایج مطلوب مورد انتظار باشند و چه غیرمنتظره و حتی اگر پیامدهایی ناخواسته باشند. وضعیت برعکس و وارونه اثر درمانی، اثر نامطلوب (از جمله اثر نوسیبو) است که به واکنش یا واکنش‌های زیانبار، مضر و نامطلوب گفته می‌شود. آنچه تعیین‌کننده این است که نتایج یک اقدام درمانی، اثر درمانی تلقی شوند یا اثر نامطلوب یا اثر جانبی، به موقعیت و وضعیت و نیز به اهداف درمان بستگی دارد. هیچ تفاوت ذاتی و ماهوی بین اثر درمانی و عوارض جانبی ناخواسته از این لحاظ که هردو آثار، نتایج و پیامدهای مداخله درمانی هستند؛ وجود ندارد. هم آثار درمانی و هم آثار نامطلوب، تغییراتی فیزیولوژیک یا رفتاری هستند که به عنوان واکنش به راهبرد یا عامل درمانی به وجود می‌آیند.
برای به حداکثر رساندن آثار درمانی (آثار مطلوب و مورد نظر) و به حداقل رساندن عوارض جانبی (آثار نامطلوب و ناخوشایند)، شناسایی، بررسی، سنجش و مقدارسنجی درمان در ابعاد مختلف ضروری است. در موارد خاصی از مداخلات دارویی هدفمند، ترکیبی از درمان‌ها اغلب برای دستیابی به اهداف مطلوب درمانی، ضروری است.

## نمونه‌های دارویی
- یک بررسی در سال ۲۰۱۵ نشان داد، آلوئه‌ورا دارای خواص و فواید آنتی‌اکسیدانی، ضد میکروبی، تقویت سیستم ایمنی، ضد تومور، کاهش قند خون، کاهش چربی خون، بهبود زخم و ضد دیابتی است.
- مطالعه‌ای در سال ۲۰۱۵ به این نتیجه رسید که مصرف پروبیوتیک‌ها برای درمان سندرم روده تحریک‌پذیر مفید است.

## نمونه‌های غیردارویی
- پژوهشی در سال ۲۰۱۴ نشان داد درمان با سلول‌های بنیادی دارای اثر درمانی و سودبخشی بسیار برای بازسازی اندام پس از آسیب است و ممکن است کنترل‌کننده رشد تومورها نیز باشد.
- نتایج یک تحقیق در سال ۲۰۱۵ نشان داد مداخلات مبتنی بر ذهن‌آگاهی دارای اثر درمانی کاهش استرس در بیماری‌های روانی هستند.